# Bloodline (gruppo musicale svedese)
I Bloodline sono un gruppo black metal svedese formatosi nel 1999 a Sundsvall.
Si tratta di una sorta di supergruppo, che ha avuto come componenti nel corso degli anni membri importanti della scena black come Nattefrost dei Carpathian Forest, Set Teitan degli Aborym, Dissection e Watain, Wrathyr dei Naglfar e Fredric Gråby degli Shining. Ad oggi hanno pubblicato due album studio e due EP, tutti su etichette differenti.

## Formazione

### Formazione attuale
- Wrathyr – voce
- Sasrof – chitarra, programmazione
- Fredric "Wredhe" Gråby – chitarra, voce d'accompagnamento
- Nigris – basso
- Dödskommendanten – strumenti elettronici

### Ex componenti
- Nattefrost – voce
- Set Teitan – chitarra
- Nysrok Infernalien – tastiere, programming

## Discografia

### Album in studio
- 2003 – Werewolf Training
- 2009 – Hate Procession

### EP
- 2002 – A Pestilence Long Forgotten
- 2007 – The Citadel of Everlasting Tyranny